# Thatuna gilletti
Thatuna gilletti är en insektsart som beskrevs av Paul W. Oman 1938. Thatuna gilletti ingår i släktet Thatuna och familjen dvärgstritar. Inga underarter finns listade i Catalogue of Life.